# Mohamed Wonkoye
Amadou Djibo Mohamed Wonkoye est un footballeur nigérien né le 19 mai 1994 qui joue comme milieu de terrain ou ailier pour Horoya .

## Carrière
En tant que jeune joueur, Wonkoye a rejoint le centre de formation de l'équipe ghanéenne WAFA . Il a ensuite signé à l'ASEC en Côte d'Ivoire. et joue au poste de milieu.
Avant la seconde moitié de la saison 2014/15, il a signé pour le club portugais de deuxième division Braga B,.
En 2017, Wonkoye a signé pour Horoya en Guinée.

## Statistiques de carrière
À partir du match joué le 14 octobre 2023
| Équipe nationale | Année | Applications | Buts |
| ---------------- | ----- | ------------ | ---- |
| Niger            | 2012  | 2            | 0    |
| Niger            | 2013  | 1            | 0    |
| Niger            | 2015  | 9            | 1    |
| Niger            | 2016  | 2            | 0    |
| Niger            | 2017  | 1            | 0    |
| Niger            | 2018  | 6            | 1    |
| Niger            | 2019  | 6            | 1    |
| Niger            | 2020  | 2            | 0    |
| Niger            | 2021  | 11           | 2    |
| Niger            | 2022  | 5            | 0    |
| Niger            | 2023  | 3            | 1    |
| Total            | Total | 49           | 6    |

Les scores et les résultats indiquent d'abord le total des buts du Niger, la colonne des scores indique le score après chaque but de Wonkoye.

| N° | Date             | Lieu                                            | Score | Résultat | Compétition                                                      |
| -- | ---------------- | ----------------------------------------------- | ----- | -------- | ---------------------------------------------------------------- |
| 1  | 6 Juin 2015      | Stade Général Seyni Kountché, Niamey, Niger     | 1–0   | 2–1      | Amical                                                           |
| 2  | 27 Mai 2018      | Stade Général Seyni Kountché, Niamey, Niger     | 2–2   | 3–3      | Amical                                                           |
| 3  | 19 Novembre 2019 | Stade Général Seyni Kountché, Niamey, Niger     | 1–0   | 2–6      | Éliminatoires de la Coupe d'Afrique des nations de football 2021 |
| 4  | 6 Septembre 2021 | Prince Moulay Abdellah Stadium, Rabat, Morocco  | 3–1   | 4–2      | Qualifications pour la Coupe du Monde de la FIFA 2022            |
| 5  | 15 Novembre 2021 | Stade Général Seyni Kountché, Niamey, Niger     | 3–1   | 7–2      | Qualifications pour la Coupe du Monde de la FIFA 2022            |
| 6  | 14 Octobre 2023  | Berrechid Municipal Stadium, Berrechid, Morocco | 2–0   | 3–0      | Amical                                                           |